# NGC 5907
NGC 5907 ist eine in Kantenlage zu sehende Spiralgalaxie im Sternbild Drache mit einer scheinbaren Helligkeit von 10,4 mag. Sie kann 2,9° südsüdwestlich des 3,3 mag hellen Sterns ι Draconis und etwa 1° nördlich der beiden 11,7 beziehungsweise 11,8 mag hellen Spiralgalaxien NGC 5905 und NGC 5908 in der Nähe zum Sternbild Bärenhüter aufgefunden werden. NGC 5907 hat eine Ausdehnung von 12,6' × 1,4', wobei sie fast keinen sichtbaren Bulge aufweist. Die Galaxie ist somit sehr schlank und vermutlich vom Hubble-Typ Sc. NGC 5907 ist wahrscheinlich Mitglied der etwa 40 Millionen Lichtjahre von der Erde entfernten Galaxiengruppe um NGC 5866. Entsprechend dieser Entfernung und ihrer Winkelausdehnung hat sie einen Durchmesser von ungefähr 150.000 Lichtjahren.
Die Galaxie wurde am 5. Mai 1788 von dem deutsch-britischen Astronomen Wilhelm Herschel entdeckt. Ihr gelegentlich verwendeter englischer Name Splinter Galaxy wurde 1970 vom Amateurastronomen Walter Scott Huston geprägt. Das schwache Leuchten der Galaxie auf der Westseite des dunklen Staubbandes ihrer Scheibe wurde am 13. April 1850 von George Johnstone Stoney, einem Assistenten von Lord Rosse entdeckt und ist als NGC 5906 verzeichnet.

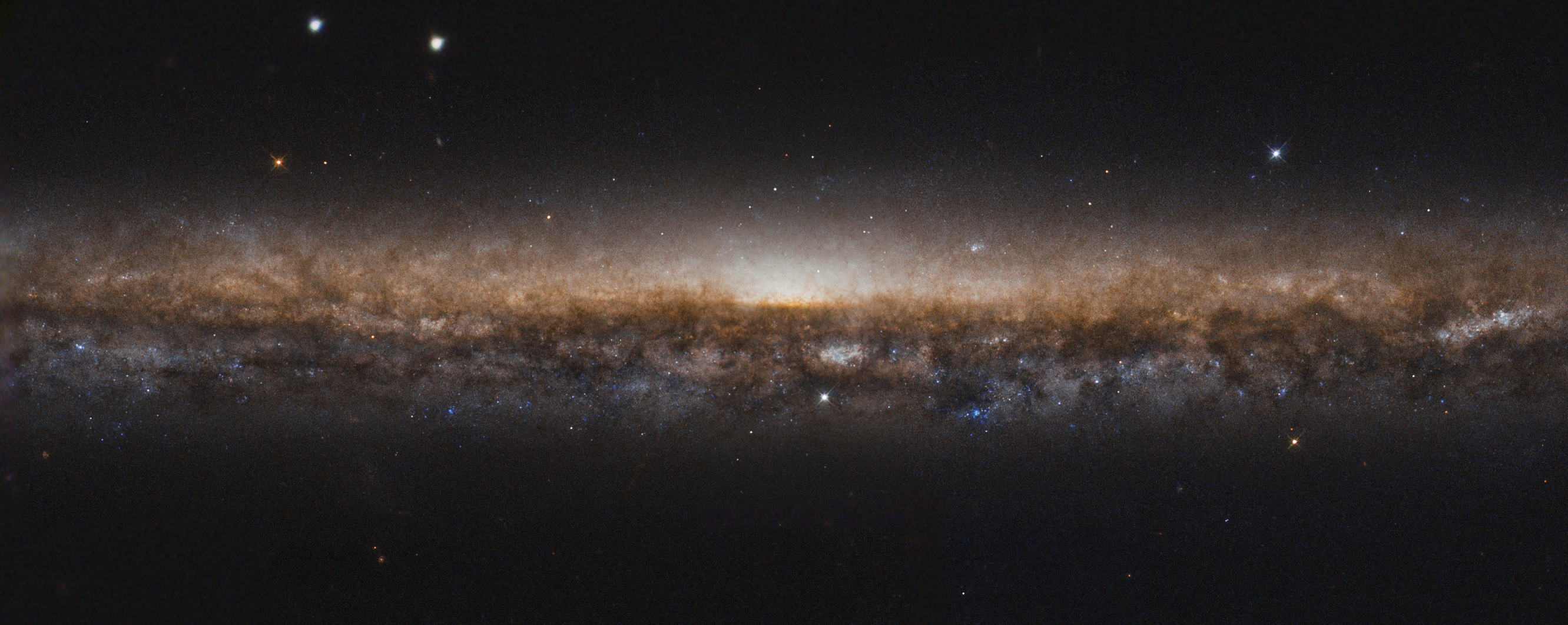
Hochaufgelöste Aufnahme des Zentrums, erstellt mithilfe des Hubble-Weltraumteleskops
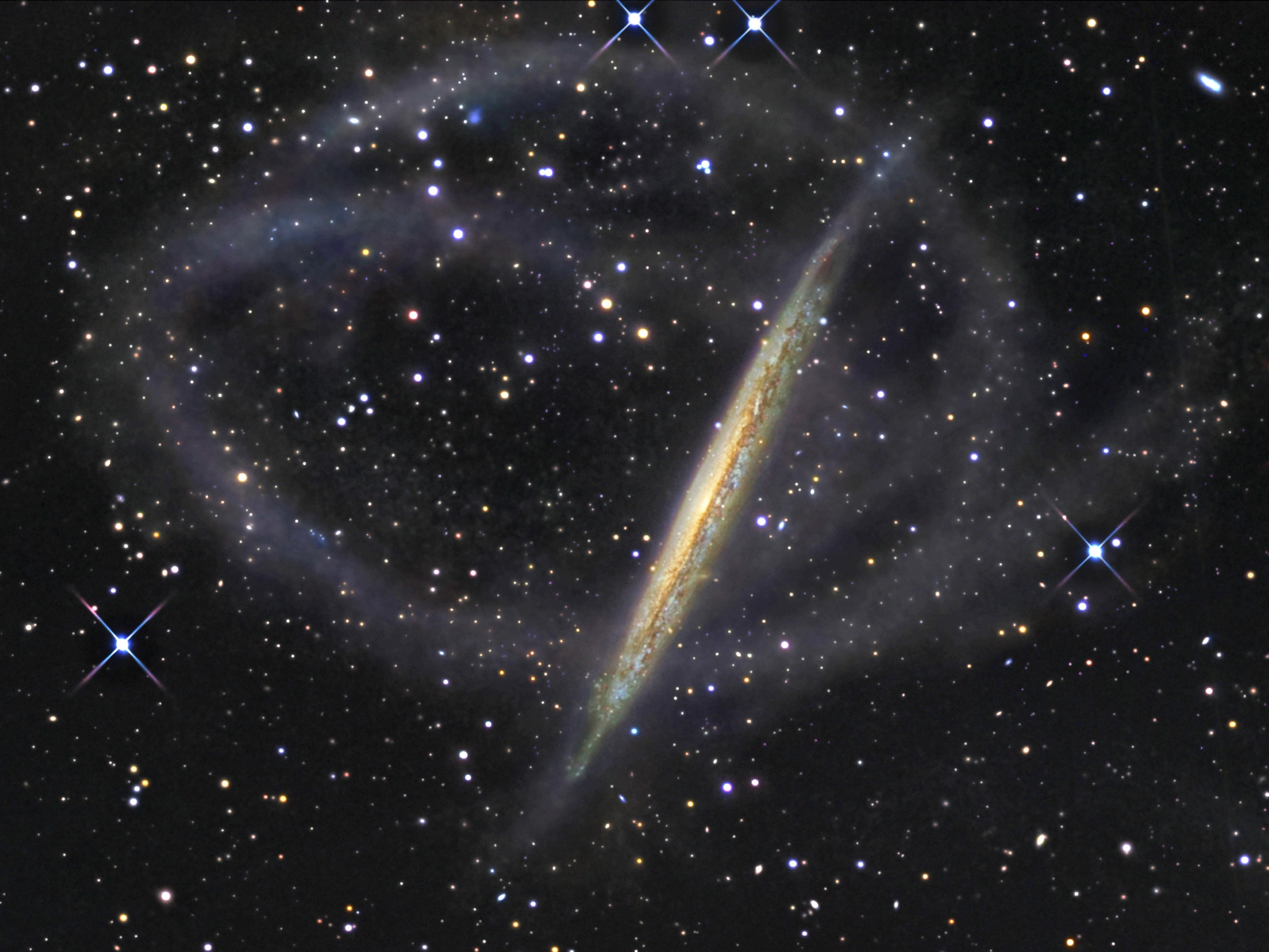
Langbelichtete Aufnahme, die Sternströme um die Galaxie zeigt

## NGC 5907-Gruppe (LGG 396)
| Galaxie   | Alternativname | Entfernung/Mio. Lj |
| --------- | -------------- | ------------------ |
| NGC 5907  | PGC 54470      | 37                 |
| NGC 5866  | PGC 53933      | 40                 |
| NGC 5879  | PGC 54117      | 41                 |
| PGC 54314 | UGC 9776       | 44                 |